# Affaire des Cardinaux de Vittel
L'affaire des « Cardinaux » de Vittel est une affaire criminelle et une erreur judiciaire qui se sont déroulées dans les Vosges en 1804.

## Les crimes
Le 10 mars 1804 (samedi 19 ventôse An XII), on découvre lors de travaux dans une carrière de la commune, différents ossements humains, plusieurs crânes, tibias, fémurs, os des mains et des pieds...Certains de ces os sont en partie dénaturés : les crânes se dissocient, certains os ont un aspect "carié".
Le juge de paix fait compléter les fouilles : on ne retrouve pas d'autres éléments que des ossements (une mâchoire garnie de toutes ses dents...). Ce même juge de paix note dans son rapport qu'on ne trouve pas de côte.
Ces fouilles se font en présence d'une foule importante pour le petit village qu'était Vittel à cette époque.
Très vite, le bruit court dans la foule qu'il s'agit de  cadavres en relation avec des crimes, qu'il y avait des épines au-dessus du terrain pour que les animaux ne les déterrent pas, qu'on ne retrouve pas les côtes parce que les assassins les ont donné à manger aux chiens et qu'il s'agit des squelettes « des marchands de bœufs du Morvan qui venaient tous les ans au marché et qu'on ne voit plus depuis 8 à 9 ans ». On essaie de se souvenir de leur dernier passage et on se souvient les avoir vus en compagnie des frères Arnould.
La rumeur enfle et il est acquis que ces Arnould sont suspects ; ils sont déjà inculpés et condamnés dans le discours de l'assistance.
Le jeudi 24 ventôse, on découvre un sixième crâne qui semble correspondre à celui d'un enfant de 14 ans.
Le juge de paix s'il a des doutes, comme il le consigne dans son rapport, se laisse convaincre par ces suspicions et par la rumeur publique, et après avoir fait examiner les ossements par un médecin qui conclut que ces cadavres ont été enfouis il y a 8 ou 9 ans (un médecin de la marine sans aucune compétence en médecine légale), il confie le dossier aux magistrats du tribunal de Mirecourt.

## L'enquête judiciaire
Le 28 ventôse an XII (19 mars 1804), les trois frères Arnould, Sébastien, François et Joseph, leur mère et leur sœur sont inculpés d'assassinats.
L'enquête commence.
Le premier témoin ne dit rien si ce n'est que la famille Arnould jouit d'une très mauvaise réputation et que tout le pays les appelle « les Cardinaux ». Mais tous les autres témoins décrivent les inculpés comme des individus agressifs, alcooliques et violents, et ils se souviennent d'éléments plus que troublants : des cris dans la nuit, un homme ensanglanté qui s'enfuit à travers champs, une odeur cadavéreuse dans l'environnement de la carrière qui justement se trouve à proximité de la maison des Arnould...
Le 29 ventôse les cinq inculpés sont arrêtés, placés sous mandat de dépôt et incarcérés à Mirecourt.
Les témoins continuent d'affluer et on met en évidence un enrichissement de la famille Arnould contemporain de la disparition des marchands de bestiaux.
La mère Arnould est même accusée d'avoir voulu étrangler un de ses gendres avec l'aide de l'épouse de ce dernier ; elle reconnait cet épisode, mais le décrit comme une querelle de ménage.
Le moindre détail que les témoins ont pu remarquer, même s'il n'a aucun rapport avec l'affaire devient un élément à charge.
On dresse la liste de tous les marchands de bestiaux qu'on ne voit plus au village depuis des années et on suspecte la famille Arnould de les avoir fait disparaitre.
Des témoins qui sont entrés dans la maison Arnould décrivent qui des traces de sang, qui un panier rempli de mains humaines…
Durant l'enquête, on fait des fouilles dans le jardin des Arnould et on découvre de nouveaux ossements. Selon le médecin, il s'agit d'ossements de femmes, mais cela ne surprend personne...
Les inculpés sont interrogés et ils nient tout assassinat et disent ne pas comprendre d'où viennent tous ces ossements.
L'enquête n'apporte finalement que peu d'élément mais le directeur du jury en a deux qui lui semblent suffisants : des ossements découverts à proximité de l'habitation des Arnould et la certitude que les assassins sont les Arnould puisque tout Vittel le dit.
Durant des mois l'enquête piétine et le 26 juin (7 messidor) deux témoins sont très précis :
- un garçon meunier qui sera décrit comme idiot décrit un meurtre commis chez Arnoud, dont il aurait été témoin 8 ans auparavant ;
- ce témoignage est confirmé par une dentellière célibataire de 36 ans qui dit avoir assisté elle aussi au même meurtre. Les deux accusent l'épouse de François d'être complice : elle est également arrêtée.

Au total, on interroge 129 témoins.
Le 28 janvier 1805 (8 pluviôse an XIII), le dossier est transmis au ministère public de la cour de justice criminelle du département des Vosges qui renvoie les inculpés devant la cour de justice le 20 pluviôse.

## Le jugement
La cour de justice criminelle se réunit le 15 de chaque mois dans tous les départements. Le procès des « Cardinaux » débute le 15 thermidor an XIII (4 août 1805) sous la présidence de Joseph Hugo.
On entendra 109 témoins à charge sur les 112 attendus initialement (deux sont morts et l'accusatrice principale, la dentellière a quitté le pays pour une adresse inconnue).
Le compte-rendu des audiences reprend toute l'accusation, et il ne semble pas y avoir eu une défense très efficace (ils étaient 3 avoués à défendre les accusés).
257 questions seront posées aux jurés. Ils seront déclarés coupables : la mère, la sœur et les trois frères sont condamnés à mort ; la femme de François est condamnée à 20 ans de détention.
Les cinq condamnés à mort sont exécutés, vêtus d'une chemise rouge le 16 septembre 1805 (29 fructidor) sur la place de la Grève à Épinal par le bourreau d'Épinal assisté d'exécuteurs venus de Nancy, Metz et Colmar.

## L'erreur judiciaire
Louis Sadoul dans son ouvrage démonte point par point l'accusation et prouve que les Cardinaux ont été condamnés par le seul poids de l'opinion publique avec un élément déterminant : la rumeur.
Il y a eu une véritable subornation des témoins par cette rumeur publique et ils se sont mis à affabuler à l'image de ce qu'on retrouve dans les procès en sorcellerie et dans les procès touchant aux auberges rouges. Et il en conclut que les Cardinaux n'étaient pas coupables.
L'avis des médecins légistes et des archéologues de l'époque de Sadoul était que ces ossements, compte tenu de l'aspect qu'ils avaient lors de leur découverte, étaient très anciens et dataient très probablement de l'époque mérovingienne.
Le site de découverte de ces ossements est actuellement classé comme sépultures du haut Moyen Âge.

## Dans la culture populaire
En Lorraine, les chanteurs des rues du XIXe siècle ont longtemps inscrit à leur répertoire une complainte sur les meurtres attribués aux Cardinaux :

« Écoutez gens de Lorraine
De la montagne et de la plaine
Les sanguinaires forfaits
Qui à Vittel furent faits
Par des hommes sans douceur
Sans épiderme et sans cœur.

Les Cardinaux c'étaient des gens
Qu'étaient remplis d'entregent
Pour acheter du bétail
À crédit sur le foirail
Et payer les pauvres marchands
En faisant couler leur sang […]. »

## Sources
Louis Sadoul, Les crimes des « cardinaux ». lire en ligne et télécharger